# Bateg
Bateg est une entreprise de construction du bâtiment et des travaux publics, filiale du groupe Vinci, présente depuis trente ans en Île-de-France dans la quasi-totalité des domaines de la construction. L'entreprise a notamment réalisé, dans le quartier d’affaires de La Défense, plus de trente opérations dont une quinzaine de tours. 
Bateg emploie 550 personnes en Île-de-France en 2021. Son chiffre d'affaires en 2021 est de 381 408 300 millions d'euros.

## Réalisations

Réalisation des années 1970 à Colombes.

### Bureaux
- Campus SFR à Saint-Denis
- Tour Granite  à La Défense (Hauts-de-Seine)
- Tour Descartes (tour Eqho)
- Tour EDF (PB6)
- Tour Séquoia (ancienne tour Bull)
- Tours Société générale
- Aménagement du CNIT
- Tour Trinity à La Défense
- Tours Duo Paris 13ème
- Tour Hekla à La Défense

### Logements
- Hôtel Melia La Défense
- Hôtel Melia Roissy Charles de Gaulle
- Campus SFR - Saint-Denis
- Villa Borghèse à Neuilly-sur-Seine (Hauts-de-Seine)
- Îlot EE à Boulogne-Billancourt (Hauts-de-Seine)
- Démolition des barres Ravel et Presov à La Courneuve (Seine-Saint-Denis)
- Îlot Horizon Sud à Evry (Essonne)

### Équipements
- Restructuration du premier étage de la tour Eiffel
- Conservatoire de Puteaux
- Centre commercial Aéroville Tremblay-en-France (Seine-Saint-Denis)
- Mairie de Gagny (Seine-Saint-Denis)
- Hôpital Goüin à Clichy (Hauts-de-Seine)
- Centre commercial et école à La Courneuve (Seine-Saint-Denis)
- Palais des Sports à Issy-les-Moulineaux (Hauts-de-Seine)